# Gaston Rivière
Pour les articles homonymes, voir Rivière (homonymie).
Gaston Rivière, né à Saint-Jeanvrin (Cher) le 20 septembre 1909 et mort à Creuzier-le-Vieux (Allier) le 22 mars 2004, est un musicien et vielleur français.  

## Biographie
Gaston Rivière est le fils d'Hippolyte Rivière (1882-1959), maréchal-ferrant et lui-même joueur de vielle à Saint-Jeanvrin, et de Marie Gilles.
Vielleur, mais aussi multi-instrumentiste, Gaston Rivière fut le passeur principal entre les virtuoses du début du siècle qui furent ses maîtres (Gilbert Malochet, Gaston Guillemain) et les vielleurs de la nouvelle génération. Doté d'un jeu de vielle d'une finesse exceptionnelle, jouant des airs classiques sur une corde mélodique, en imitant le violon, Rivière eut beaucoup d'influence sur l'évolution de la vielle à roue. Membre de la Société des Gars du Berry dès les années 1930, il a fondé en 1948 les Troubadours montluçonnais. Il enregistra de nombreux disques et tint à la radio régionale des chroniques quotidiennes. Auteur d'une méthode de vielle avec Émile Pauly, il tentera aussi de fabriquer lui-même ses instruments. On doit à Gaston Rivière un certain renouveau de la vielle à roue qu'il mettra sur les chemins de la création et de l'enseignement, en particulier à travers de nombreux stages musicaux, où il enseigne et partage sa passion pour la vielle.
Cordonnier-bottier à Montluçon, où il s'installe en 1927 et se marie en 1932, il animait parallèlement des bals et des banquets dans la région.
Il a joué un rôle essentiel dans la conservation et la transmission du patrimoine musical traditionnel du Berry et du Bourbonnais. Sa collection de vielles est conservée au MuPop de Montluçon.

## Distinctions
Il était chevalier de la Légion d'honneur, chevalier dans l'ordre national du Mérite, officier des Palmes académiques, officier des Arts et Lettres.
Il a reçu en 1993 le prix Allen du conseil général de l'Allier, au titre de la musique et des arts et traditions populaires.

## Discographie
- A ma vielle, 87 ans d'âge, AMTA, 1997.
- La vielle à roue de Gaston Rivière, Musique du monde, Buda Musique, 1998.

## Quelques compositions
- La bourrée à Nenette.
- Ingratitude.
- Indiscrétion.

Gaston Rivière a été l'invité de la collection Les Contes de la Mémoire, enregistrés et diffusés sur FR 3 Auvergne Radio (décembre 1979 - 80 minutes-INA Lyon).

## Films
Il prête son concours en 1965, en tant que vielleur, dans la mini-série Gaspard des Montagnes de Jean-Pierre Decourt.